# Hatra
Hatra (aramejsko ḥṭr’, arabsko الحضر‎ [al-Ḥaḍr]) je bila antično mesto v severni iraški pokrajini Džazira in antični perzijski provinci Hvarvaran. Mesto leži 290 km severozahodno od Bagdada in 110 km jugozahodno od Mosula.
7. marca 2015 so različni viri, vključno z iraškimi uradnimi viri, poročali, da je militantna skupina Islamske države Irak in Levant (ISIL) začela uničevati ostanke Hatre. Naslednji mesec je ISIL prikazal video posnetke rušenja spomenikov.

## Zgodovina
Hatro so v 3. ali 2. stoletju pr. n. št. zgradili verjetno Selevkidi. Po partski zasedbi regije se je mesto v 1. in 2. stoletju n. št. razvilo v pomembno versko in trgovsko središče. Kasneje je postalo prestolnica verjetno prvega arabskega kraljestva z verigo arabskih mest od Hatre na severovzhodu preko Palmire in Baalbeka do Petre na jugozahodu. Kraljestvo Araba je bilo pol-avtonomno tamponsko kraljestvo na zahodni meji Partskega cesarstva, v katerem so vladali arabski knezi.
V vojnah Partskega cesarstva z Rimljani je Hatra postala pomembno utrjeno obmejno mesto in odbila več zaporednih rimskih napadov. Pomembno vlogo je igrala tudi v drugi partski vojni in vzdržala obleganji cesarjev Trajana leta 116/117 in Septimija Severja leta 198/199. V bitki pri Šahrazorju leta 238 je porazila Irance, tri leta kasneje pa so jo Sasanidi Šapurja I. osvojili in uničili. Ljudsko izročilo o padcu Hatre pravi, da je mesto izdala  hčerka kralja Araba An Nadira in ga predala Šapurju I. Šapur je kralja ubil in se poročil z An Nadiro, kasneje pa je ubil tudi njo.
Hatra je bila najbolj ohranjeno in najbolj poučno partsko  mesto. Obdana je bila z notranjim in zunanjim obzidjem s premerom skoraj 2 km in več kot 160 stolpi. Glavne svete zgradbe v središču mesta je obkrožal témenos (τέμενος). Templji so zasedali 1,2 ha zemljišča. Glavni tempelj je bil ogromna zgradba z oboki in stebrišči, ki je bila nekoč visoka 30 m. Mesto je znano po  zlitju grškega, mezopotamskega, kanaanskega, aramejskega in arabskega panteona,  v aramejščini imenovanega Beiṯ Ĕlāhā – Božja hiša. V mestu so bil templji asirsko-babilonskega in akadskega boga Nergala, grškega Hermesa, sirsko-aramejskega Atargatisa, arabskega Alata in Šamijaha in mezopotamskega sončnega boga Šamaša. Iz aramejskih napisov v Hatri je razvidno, da je bil v mestu tudi tempelj aramejskega boga Bal Šamajna in boginje Ašurbel. Slednja je morda asimilacija asirskega boga Ašurja in babilonskega Bela, ki sta sicer moška.

## Seznam vladarjev
Na napisih v Hatri je omenjenih več vladarjev, nekaj pa jih sporadično omenjajo klasični avtorji. Vladarji so imeli dva naslova: starejše so naslavljali  z mrj´ (prevod nezanesljiv) kasnejše pa z mlk - kralj.
| Ime          | Naslov      | Leta vladanja           | Komentar                                   |
| ------------ | ----------- | ----------------------- | ------------------------------------------ |
| Vorod        | mrj´        |                         |                                            |
| Manu         | mrj´        |                         |                                            |
| Elkud        | mrj´        | 155/156 n. št.          |                                            |
| Našrihab     | mrj´        | 128/29 - 137/38 n. št.  |                                            |
| Našru        | mrj´        | 128/29 - 176/77 n. št.  |                                            |
| Volgaš I.    | mrj´ in mlk |                         |                                            |
| Sanatruk I.  | mrj´ in mlk | 176/177 n. št.          | vladal skupaj z Volgašem I.                |
| Volgaš (II)  |             |                         | sin Volgaša I.                             |
| Abdsamija    | mlk         | 192/93 - 201/202 n. št. | s podporo rimskega cesarja Pescenija Nigra |
| Sanatruk II. | mlk         | 207/08 - 229/230 n. št. |                                            |

## Sodobna Hatra
Hatra je od leta 1985 vpisana na UNESCOv seznam svetovne dediščine.
Sadam Husein je na Hatro gledal kot na del mezopotamske zgodovine in jo poskušal obnoviti. Poleg Hatre je obnavljal tudi Ninive, Nimrud, Ašur in Babilon. Samo za prvo fazo obnove Babilona je porabil več kot 80 milijonov ameriških dolarjev. Ob tem je zahteval, da je na novovgrajenih opekah vtisnjeno njegovo ime in da nosi njegovo ime tudi tempelj v Hatri. The Daily Telegraph je leta 2004 objavil, da so »odlično konzervirani stebri in kipi v Hatri eno od najbolj impresivnih arheoloških najdišč v Iraku«.

### ISILovo uničevanje starih mest
Vojska Islamske države Iraka in Levanta, ki je regijo zasedla sredi leta 2014, je na začetku leta 2015 zagrozila, da bo porušila del artefaktov, ker izklesane podobe niso skladne z islamom in spodbujajo mnogoboštvo, kljub temu, da so 1400 let staro mesto obnavljali različni islamski režimi. Kmalu zatem je objavila posnetke, ki prikazujejo rušenje. Po rušenju Nimruda 5. marca 2015 so kurdski viri 7. marca 2015 poročali, da se je začelo tudi rušenje Hatre.
UNESCO in ISESCO sta po dogodkih objavila nasledjo skupno izjavo: »ISIL z zadnjim barbarskim dejanjem proti Hatri izraža prezir do zgodovine in dediščine arabskih ljudstev«.

## Galerija
- Ostanki templjev in obzidje (2004)
- Pogled na mesto (2007)
- Maj 2006
- Maj 2006
- Maj 2006
- November 2008
- November 2008
- September 2014
- Detajl templja z mešanico helenističnih, rimskih in vzhodnih okrasnih elementov